# Матвиенко, Вячеслав Владимирович
Вячеслав Владимирович Матвиенко (1973—1999) — старший лейтенант ГРУ, Герой Российской Федерации (1999, посмертно).

## Биография
Вячеслав Матвиенко родился 9 января 1973 года в Вентспилсе. Окончил среднюю школу. 1 августа 1990 года Матвиенко поступил в Киевское высшее танковое инженерное ордена Красной Звезды училище имени Маршала Советского Союза Якубовского И. И., откуда с целью продолжения учёбы перевёлся в Российскую Федерацию после распада СССР. В 1996 году он окончил Высшее военно-морское училище подводного плавания, после чего служил сначала на Тихоокеанском флоте, а позднее — в 22-й отдельной бригаде специального назначения Главного разведывательного управления Северо-Кавказского военного округа.
В начале Второй чеченской войны в августе 1999 года Матвиенко был направлен в Дагестан в качестве командира группы спецназа. В ночь с 8 на 9 сентября 1999 года разведывательная группа во главе с ним была обнаружена и атакована противником, однако спецназовцам удалось отразить нападение, уничтожив несколько боевиков. Матвиенко на себе вынес из-под обстрела троих раненых товарищей, а во время спасения четвёртого был застрелен снайпером. Похоронен в Вентспилсе.
Указом Президента Российской Федерации от 30 декабря 1999 года за «мужество и героизм, проявленные при выполнении воинского долга в ходе контртеррористической операции в Северо-Кавказском регионе» старший лейтенант Вячеслав Матвиенко посмертно был удостоен высокого звания Героя Российской Федерации.